# بوابة الأردن

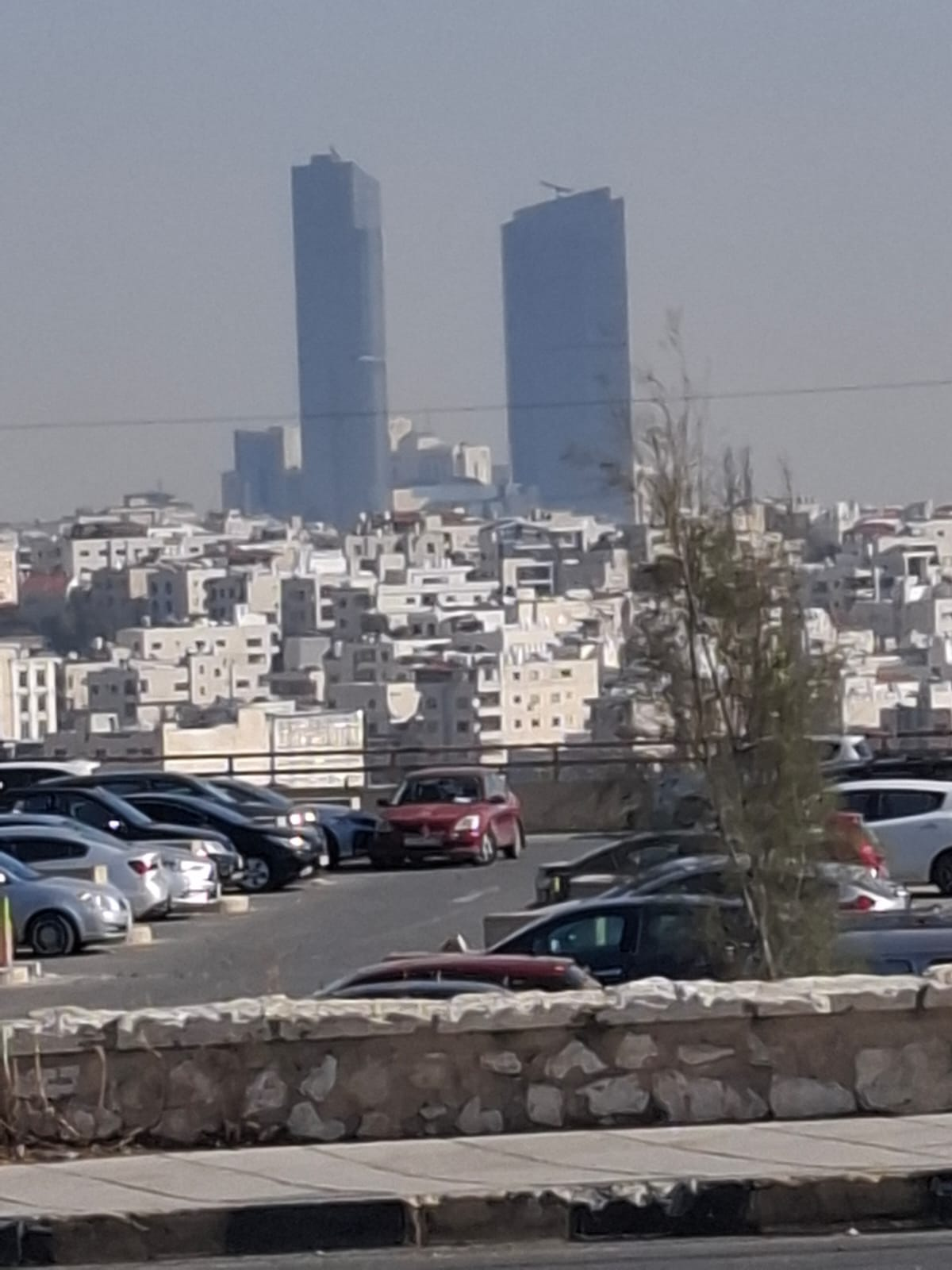
أبراج السادس من بعيد

أبراج بوابة الأردن أو «أبراج السادس» مشروع أبراج عالية تجارية وسكنية في عمان، الأردن. بدأ العمل بالمشروع منتصف العام 2005، يتكون من برجين متصلين بمنصة متعددة الطوابق، ويقع على قطعة أرض ترتفع 985 مترًا (3232 قدمًا) فوق مستوى سطح البحر، في حي أم أذينة الغربي في عمان الغربية بالقرب من التقاطع السادس (الدوار السادس سابقاً) بشارع زهران، توقّف العمل بالمشروع في 2011، وبعد سنوات طويلة من التعطل من المقرر استئناف العمل رسميًا في منتصف يوليو 2022، وسيستكمل في غضون 18 شهرًا.

## نظرة عامة
يقع المشروع على موقع مرتفع يبلغ ارتفاعه نحو 985 مترًا (3,232 قدمًا) فوق مستوى سطح البحر، في حي أم أذينة الغربي في غرب عمّان، بالقرب من الدوّار السادس على شارع زهران. وتُقدّر التكلفة الإجمالية للمشروع بحوالي 300 مليون دولار أمريكي. صمّم المشروع المعماري الأردني-الفلسطيني الراحل جعفر طوقان، وهو مملوك لشركة بوابة الأردن.
تبلغ المساحة البنائية الإجمالية للمشروع نحو 220,000 متر مربع (2,400,000 قدم مربع)، ويشتمل على 20,000 طن من حديد التسليح. ويتكوّن من برجين عاليين، شمالي وجنوبي، كل منهما مكوّن من 43 طابقًا، وتبلغ مساحتهما الإجمالية 135,000 متر مربع (1,450,000 قدم مربع). ويُضاف إليهما مبنى قاعدة (بوديوم) من ثلاثة طوابق بمساحة إضافية تبلغ 14,000 متر مربع (150,000 قدم مربع). كما يتضمن المشروع خمسة طوابق سفلية مخصصة لمواقف السيارات بمساحة إجمالية تبلغ 71,000 متر مربع (760,000 قدم مربع)، وتستوعب 1,764 مركبة ركّاب.
ويضم المشروع 215 شقة سكنية، ومركز تسوق من ثلاثة طوابق يحتوي على 72 علامة تجارية، ومسبحًا، ومسارًا للدراجات الهوائية بطول 157 مترًا، إضافة إلى صالات رياضية داخلية وخارجية. وبسبب عدم وجود عوائق تضاريسية أو مبانٍ مرتفعة محيطة به، فإن البرجين مرئيان من معظم أحياء عمّان ومن العديد من محافظات الأردن الأخرى، بل ويمكن رؤيتهما في الأيام الصافية من الضفة الغربية، الواقعة على بعد عشرات الكيلومترات.

## تاريخ
كانت مساحة الأرض التي يقف عليها المشروع الآن، والتي تبلغ حوالي 60,000 متر مربع (650 ألف قدم مربع)، ملكًا خاصًا، وتم بيعها إلى أمانة عمان الكبرى في عام 1959 بغرض تحويلها إلى حديقة عامة. في عام 1978، تم تخصيص جزء من الأرض للاستثمار، وفي عام 1984، أنشئ عليها فندق باسم «عمرة» (الآن فندق كراون بلازا عمان)، إلى جانب برج مياه.
في عام 2004، تم بيع الحديقة، التي تبلغ مساحتها 27000 متر مربع (290 ألف قدم مربع)، إلى مجموعة جي إف إتش المالية البحرينية، وفي 29 مايو 2005، وضع الملك عبد الله الثاني حجر الأساس لمشروع بوابة الأردن. تم تطوير المشروع بالشراكة مع أمانة عمان الكبرى، و الشركة الكويتية للتمويل والاستثمار، وشركة الحمد للمقاولات، وهيلتون. في وقت لاحق، باعت أمانة عمان الكبرى حصتها مقابل 40 مليون دولار: لتحسين البنية التحتية حول موقع المشروع (25 مليون دولار)، وللتنازل عن اسمها كشريك (15 مليون دولار)؛ لأن المشروع انتهك نظام الأبنية، لعدد الطوابق المسموح بها في ذلك الحي، رغم أنه قد تم التصريح بالتقدم فيه.
بدأت أعمال الحفر للأساسات في يونيو 2005، وبدأت المباني في الارتفاع فوق مستوى الأرض في عام 2006، محطمة في منتصف عام 2007 الرقم القياسي لأطول مبنى في عمان (منذ عام 2013، أصبح فندق عمان روتانا، 188 م (617 قدمًا)، هو الأطول)، متجاوزًا فندق لو رويال عمان بارتفاع 105 م (344 قدمًا). في عام 2008، بدأت أعمال التزجيج، ووصلت الأبراج إلى أقصى ارتفاع لها في نهاية ذلك العام. خلال عامي 2009 و 2010، كان البناء بطيئًا ومتقطعًا، وتركز بشكل أساسي على المنصة المركزية متعددة الطوابق.
منذ عام 2011، تم تعليق البناء بنسبة إنجاز بلغت 70٪، بسبب الصعوبات المالية بين المقاول والمالك في أعقاب الأزمة المالية 2007-2008. مرت السنوات وتعرضت المباني للعوامل الجوية والتآكل. في منتصف عام 2017، وعلى مدى بضعة أشهر، تم إنجاز عدد من الأعمال، من بينها تنظيف الواجهة، واستبدال الرافعة البرجية، وتركيب هيكل معدني على السطح للتزجيج.
أخيرًا، في فبراير 2022، دخلت أمانة عمان الكبرى مرة أخرى كشريك في المشروع، من خلال الاستحواذ على 31٪ (مبلغ 50 مليون دينار أردني) من رأس مال الشركة المالكة للمشروع، ومن المقرر استئناف العمل رسميًا في منتصف يوليو 2022، وسيستكمل في غضون 18 شهرًا.

## حوادث
وقعت ثلاث حوادث كبرى أثناء إنشاء المشروع:

### إندلاع حريق
اندلع حريق في الطابق الثامن من البرج الشمالي في أغسطس 2006 ولم يصب أحد بأذى.

### إنهيار طوابق
في سبتمبر 2006، ثلاثة أسابيع فقط بعد اندلاع الحريق، انهارت ثلاثة طوابق من البرج الشمالي، مما أسفر عن مقتل أربعة عمال وإصابة 15 آخرين.

### إنهياررافعة برجية
في مايو 2009، انهار جزء من الرافعة في البرج الشمالي بعد أن كانت محملة فوق طاقتها. كانت الرافعة تزن 20 طنًا، وعلى ارتفاع حوالي 220 مترًا (720 قدمًا). لم تقع إصابات بالغة، لكن أًصيب عامل مصري بصدمة وتم نقله إلى مستشفى قريب. لمدة ثلاثة أيام بعد الانهيار، تم إجلاء العائلات التي تعيش بالقرب من الموقع إلى الفنادق القريبة. بدأ تفكيك الرافعة المكسورة وإزالتها يوم الجمعة 12 يونيو 2009. وتم شراء أربع رافعات إضافية للمساعدة في عملية التفكيك. في غضون بضعة أشهر، تم استبدال الرافعة بأخرى جديدة واستئناف العمل.

## انتقادات
تعرض المشروع للكثير من الانتقادات حتى قبل بدء العمل فيه، ويرجع ذلك إلى عدة أسباب أهمها:
- تداخله مع خط سماء عمان.[9]

- التلوث الضوضائي الناتج عن أعمال البناء على مدار الساعة.[10]

- كشف العديد من البيوت المحيطة به وانعدام الخصوصية.[9]
- انعكاس ضوء الشمس من الزجاج.[10]
- ضعف البنية التحتية المحيطة مثل شبكات الكهرباء والمياه والصرف الصحي. علاوة على ذلك، فإن الازدحام المروري على رأس كل المخاوف، خاصة أن الحي المحيط بالمشروع مزدحم أصلا.[9]

## وصلات خارجية
- فيديو لأعمال الإنشاء في المشروع عام 2008